# Сенді-Біч
Сенді-Біч (англ. Sandy Beach) — літнє село в Канаді, у провінції Альберта, у складі муніципального району Лак-Сент-Анн.

## Населення
За даними перепису 2016 року, літнє село нараховувало 278 осіб постійного населення, показавши зростання на 24,7%, порівняно з 2011-м роком. Середня густина населення становила 115,9 осіб/км².
З офіційних мов обидвома одночасно володіли 10 жителів, тільки англійською — 265, а 5 — жодною з них. Усього 15 осіб вважали рідною мовою не одну з офіційних.
Працездатне населення становило 170 осіб (64,2% усього населення), рівень безробіття — 11,8%.

## Клімат
Село знаходиться у зоні, котра характеризується вологим континентальним кліматом з теплим літом. Найтепліший місяць — липень із середньою температурою 17 °C (62.6 °F). Найхолодніший місяць — січень, із середньою температурою -12 °С (10.4 °F).
| Клімат Сенді-Біч        | Клімат Сенді-Біч | Клімат Сенді-Біч | Клімат Сенді-Біч | Клімат Сенді-Біч | Клімат Сенді-Біч | Клімат Сенді-Біч | Клімат Сенді-Біч | Клімат Сенді-Біч | Клімат Сенді-Біч | Клімат Сенді-Біч | Клімат Сенді-Біч | Клімат Сенді-Біч | Клімат Сенді-Біч |
| Показник                | Січ.             | Лют.             | Бер.             | Квіт.            | Трав.            | Черв.            | Лип.             | Серп.            | Вер.             | Жовт.            | Лист.            | Груд.            | Рік              |
| Абсолютний максимум, °C | 11,7             | 15,5             | 20,7             | 26,5             | 31               | 33,3             | 35,4             | 34,5             | 30,9             | 28,5             | 20               | 14,8             | 35,4             |
| Середній максимум, °C   | −6,2             | −2,5             | 1,2              | 10,8             | 17               | 20,8             | 23,2             | 22,1             | 16,1             | 9,9              | −0,3             | −4,1             | 9                |
| Середня температура, °C | −12              | −9,3             | −5,1             | 4,2              | 10,6             | 14,6             | 17               | 15,7             | 10,1             | 4,3              | −5,2             | −9,5             | 3                |
| Середній мінімум, °C    | −17,8            | −15,9            | −11,4            | −2,4             | 4,1              | 8,4              | 10,8             | 9,2              | 4                | −1,3             | −10              | −15,1            | −3,1             |
| Абсолютний мінімум, °C  | −43,4            | −40,5            | −42,5            | −30              | −7,4             | −0,9             | 3,3              | −1               | −6,7             | −21,5            | −35              | −38,5            | −43,4            |
| Норма опадів, мм        | 18.2             | 11.3             | 21.5             | 26.3             | 49.4             | 85.3             | 112.1            | 52.5             | 53.7             | 20.1             | 15.3             | 16.8             | 482.4            |
| ----------------------- | ---------------- | ---------------- | ---------------- | ---------------- | ---------------- | ---------------- | ---------------- | ---------------- | ---------------- | ---------------- | ---------------- | ---------------- | ---------------- |
| Джерело: Weatherbase    |                  |                  |                  |                  |                  |                  |                  |                  |                  |                  |                  |                  |                  |